# Stallion Laguna FC
El Stallion Laguna Football Club es un equipo de fútbol profesional con sede en Biñan que pertenece a la primera división o Philippines Football League de las Filipinas. Fue fundado en el 2001.
Su primera temporada en la UFL 1 fue la de 2011-12 y desde su llegada ha sido un equipo protagonista que disputa los primeros lugares de la UFL 1.

## Palmarés
- United Football League Division 1 (1): 2013
- United Football League Division 2

- Subcampeón (1): 2011

- UFL Cup (1): 2012
- Stallions Invitational Cup (1): 2017